# Politica Bulgariei
Președintele Bulgariei, care este șeful de stat și comandantul șef al armatei, este ales pentru un termen de cinci ani. Rolurile principale a Președintelui sunt organizarea datelor pentru alegeri și plebiscite, reprezentarea Bulgariei pe plan internațional și semnarea tratatelor internaționale. Este deasmenea șeful Consiliului Consultativ pentru Securitate Națională. Președintele are dreptul să blocheze legislație prin trimiterea legii înapoi la parlament, deși dacă o lege este votată a doua oară cu o majoritatea simplă, nu are drept de veto.
Bulgaria are un parlament unicameral, format din Adunarea Națională, sau Narodno Sabranie. Adunarea Națională are 240 de membrii aleși pentru termeni de patru ani. Partidele politice trebuie să primească minimum 4% din votul total național pentru a fi reprezentați în parlament. Adunarea Națională este responsabilă pentru formarea legilor, aprobarea bugetului de stat, organizarea datelor pentru alegerile prezidențiale, selecția primului ministru, declarații de război, trimiterea trupelor în angajamente internaționale și ratificarea tratatelor internaționale.
Partidul Socialist Bulgar (BSP) a câștigat primele alegeri legislative post-comuniste, în 1990, cu a majoritate mică. Guvernul BSP format în 1990 a fost dizolvat din cauza unei greve generale în același an, și a fost înlocuit de un guvern tranzițional de coaliție. Între timp, Jelyu Jelev, care a fost împotriva comunismului, a fost ales Președinte de Adunarea Națională în 1990 și a câștigat în 1992 primele alegeri prezidențiale directe. Jelev a fost președinte până la începutul anului 1997. Primele alegeri legislative democratice au luat loc în noiembrie 1991, aceste alegeri fiind câștigate de o coaliție, formată de Uniunea Forțelor Democratice (SDS) și Mișcarea pentru Drepturi și Libertate (DPS). Coaliția a colapsat în 1992 și a fost înlocuită de a gruparea tehnocrată formată în majoritate de membri ai DPS-ului. Această coaliție a fost în guvern până în decembrie 1994, când a intrat în guvern pentru prima dată după era comunistă, Partidul Socialist Bulgar, sau BSP. BSP-ul a rămas în guvern până în februarie 1997, când populația a cerut alegeri noi, fiind că nu erau mulțumiți de guvernarea BSP, acuzată de corupție și de prea înceată rată de reforme. Alegeri în aprilie 1997 a adus la putere un guvern a Uniunii Forțelor Democratice. În 2001, fostul rege a Bulgariei, Simeon Saxe-Coburg-Gotha, a devenit primul ministru. 
Consiliul Miniștrilor este principalul organ politic a aripii executive. Consiliul este decis și format de partidul majoritar în parlament, dacă există. Dacă nici un partid nu are majoritate, atunci Consiliul este format de cel mai mare partid, aliat cu alte partide, într-o coaliție care este obligată să aibă majoritate parlamentară. Primul ministru este șeful Consiului, care are responsabilitatea de a implementa politica statului, administra bugetul de stat și de a menține justiție și ordine în țară. Consiliui Miniștrilor poate să fie dizolvat dacă Adunarea Națională votează pentru demiterea Consiliului sau a primului ministru.
Sistemul judiciar a Bulgariei este independent și este administrat de Consiliui Suprem Judiciar. Elementele principale a sistemul judiciar sunt: Curtea Supremă de Administrație și Curtea Supremă de Casație, care prevede aplicarea tuturor legilor de curți inferioare și judecă legalitatea actelor de guvern. Există și o Curte Constituțională, care interpretează Constituția Bulgariei și judecă constituționalitatea legilor și a tratatelor.
Bulgaria este considerată o țară democratică și liberă de organizațiile internaționale a drepturilor omului. În raportul său pentru 2005, Freedom House a acordat Bulgariei nivelul 1 pentru drepturi politice și 2 pentru drepturi civile, pe o scară de la 1 la 7, unde 1 este cel mai liber nivel și 7 cel mai puțin liber.
Următoarele alegeri parlamentare vor fi organizate la 2 octombrie 2022. 